# Píndaro
Píndaro (en griego Πίνδαρος) es uno de los más célebres poetas líricos de la Grecia clásica. Se cree que nació en Cinoscéfalas, Beocia, hacia el 518 a. C. Según la tradición, pertenecía a una familia aristocrática.

## Vida
Se tiene pocas noticias fiables sobre su biografía, a pesar de las seis Vidas que han legado autores antiguos. Se cree que nació en Cinoscéfalas, Beocia, hacia el 518 a. C. y que, según la tradición, pertenecía a una familia aristocrática. De hecho, en Píticas V él mismo parece afirmar que procede del linaje de los egeidas, por lo que a menudo manifestará en sus obras una especial simpatía por las instituciones dorias. 
Pasa su infancia y primera juventud en Tebas y en Atenas, donde fue discípulo de Agatocles. Muy joven aún, participa en un certamen de poesía en el que es vencido por la poetisa Corina de Tanagra. Fue ella, y en esta ocasión, quien le aconsejó «sembrar a manos llenas, no a sacos llenos». La primera oda pindárica es la Pítica X y fue compuesta cuando el autor apenas contaba con veinte años de edad. Pronto se convierte en un renombrado poeta. Como tal, recorre las principales cortes aristocráticas de Grecia: Cirene, Siracusa, etc. Ante la invasión de los persas, adoptó una actitud de transigencia con el enemigo que era la interesada política de su patria tebana. En esta cuestión, Píndaro chocó con otro importante poeta, Baquílides, que había adoptado un punto de vista panhelénico y propugnaba la resistencia enconada ante los persas, que ve como una amenaza sobre el conjunto de toda la Hélade. Píndaro murió en Argos en el año 438 a. C.

## Obra

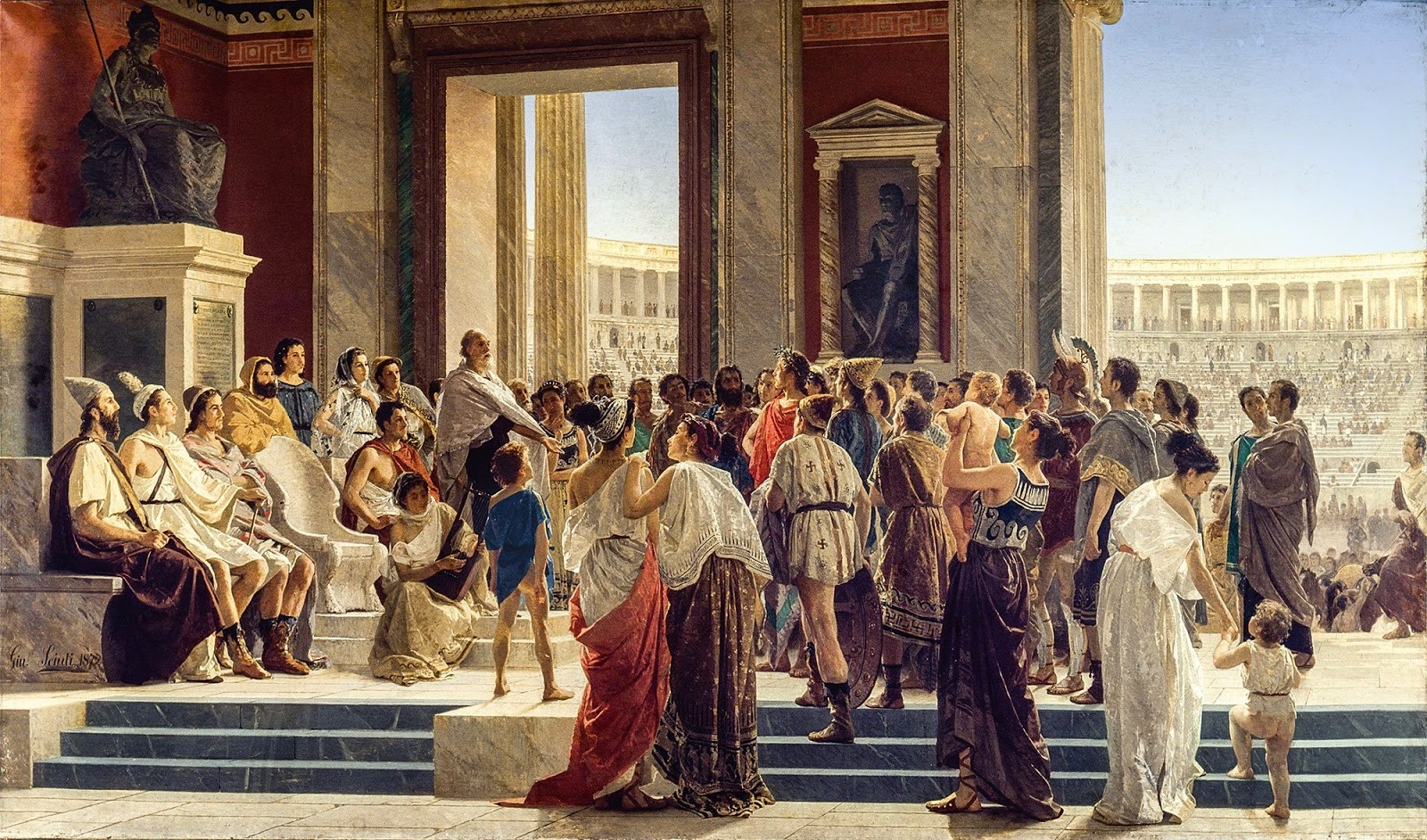
Píndaro exalta a un ganador de los Juegos Olímpicos (1872). Giuseppe Sciuti

La obra de Píndaro que se conoce se ha conservado en papiros de entre el siglo II a. C. y el siglo II d. C. y en algunos manuscritos medievales que proceden de una selección efectuada en el siglo III. En total, han llegado hasta nosotros cuatro libros de epinicios que suman 45 odas y algunos fragmentos sueltos. Los epinicios (ἐπίνικοι / epinikoi) son cantos corales compuestos en honor de los vencedores en alguno de los cuatro certámenes deportivos de los Juegos Panhelénicos que se cantaban al paso de los campeones. Las composiciones de Píndaro suelen utilizar la victoria deportiva como simple punto de partida para loar el valor personal del atleta: su triunfo refleja la victoria de lo Bello y lo Bueno sobre la mediocridad.
Además de epinicios, Píndaro compuso himnos, peanes, partenios, cantos al vino, trenos, etc.
El estilo de Píndaro es peculiar y difícil. Se caracteriza por proceder con la materia poética a saltos, estableciendo asociaciones bruscas e imprevistas entre diferentes elementos. El lenguaje, muy elevado, procede de una mezcla artificiosa de diferentes dialectos y se satura de elementos retóricos, en especial de imágenes. La dificultad de la obra pindárica es paradigmática. Si resultaba ya oscura para sus coetáneos, con posterioridad autores que van de Heródoto a Voltaire hablan de lo ininteligible de su poesía. Sin embargo, Goethe o Hölderlin lo erigieron en símbolo de la libertad del genio creador.

## Traducciones antiguas
- Oda I de las Olimpiacas de Píndaro, trad. en verso de Fray Luis de León en el Parnaso español de López de Sedano, y también en el t IV. pág. 274 de sus Obras (Madrid, Ibarra, 1816).
- Obras de Píndaro, traducidas del griego en verso castellano por José Canga Argüelles y Bautista Canga Argüelles. Madrid: Sancha, 1798.
- Obras poéticas de Píndaro en metro castellano, con el texto griego y notas críticas, por D. Francisco Patricio de Berguizas. Madrid, Imprenta Real, 1798.
- Traducción inédita de Cándido María Trigueros Odas de Píndaro, Ms.
- Laura Mestre Hevia ha traducido epinicios de Píndaro al español.[2]